# Вондига
Вондига — река в Московской области России, правый приток Молокчи. По версии карт Генштаба и Росреестра впадает в реку Карповку. На реке расположены деревни Взгляднево и Малинники.
Длина — 21 км (по другим данным — 16 км), площадь водосборного бассейна — 74,1 км². Равнинного типа. Питание преимущественно снеговое. Вондига обычно замерзает в середине ноября, вскрывается в середине апреля.
Особый интерес для туристов представляют озеро Торбеевское в верховьях реки и водопад Гремячий ключ в низовьях.